# Stilpnia cayana
Stilpnia cayana, conhecido popularmente por saíra-amarela, saí-amarelo ou saí-de-asas-verdes, é uma ave passeriforme da família Fringillidae.

## Caracterização
A saíra-amarela mede aproximadamente 14 cm de comprimento. Possui plumagem de coloração amarelo-prateado e uma notável máscara negra, a qual é diferente em algumas subespécies ou raças. A fêmea é mais pálida e não possui a cor negra. As asas apresentam uma coloração verde brilhante.
Vive em capoeiras, cerrado, podendo ser encontrado em quintais. Ocorre das Guianas e Venezuela à Amazônia, Brasil central e Nordeste até o Paraná e Paraguai.

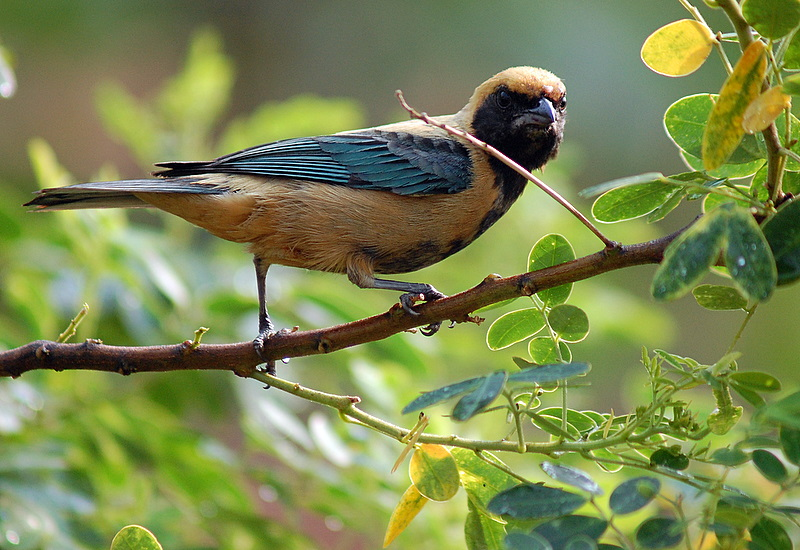
Um macho pertencente ao grupo flava, em São Paulo, Brasil.

Existem várias subespécies de saíras amarelas, que se dividem em dois grupos principais: o grupo de cayana do norte e oeste e o grupo de flava do sul e leste (a subespécie huberi da ilha de Marajó é intermediária entre os dois grupos principais). Os machos do grupo cayana têm uma coroa laranja-avermelhada, máscara preta e partes inferiores de creme com um tom azulado distinto na garganta e no peito. Já os machos do grupo flava têm uma coroa laranja-lustre e partes inferiores lustrosas com uma mancha preta que se estende da máscara, sobre a garganta e o tórax central, até o meio da barriga. Os machos de ambos os grupos têm asas e cauda azul-turquesa. Nas fêmeas o preto é restrito a uma "sombra" mal demarcada de uma máscara.